# Dog whistle (politik)
Inden for politik er et dog whistle (oversat til dansk: "hundefløjte") brugen af et kodet eller suggestivt sprog i politiske budskaber for at opnå støtte fra en bestemt gruppe uden at provokere modstandere. Konceptet er opkaldt efter ultralydshundefløjter, der bruges af hyrder, og som er hørbare for hunde, men ikke mennesker.
Dog whistle bruger sprog, der forekommer normalt for et flertal af folk, men kommunikerer et kodet budskab til specifikke målgrupper. De bruges dermed generelt til at formidle budskaber om emner, der sandsynligvis vil fremprovokere kontroverser, uden at tiltrække negativ opmærksomhed. Et eksempel kan være brugen af udtrykket "familieværdier" (engelsk: "family values") i USA for at signalere til kristne, at en kandidat ville støtte politikker, der fremmer kristne værdier uden at fremmedgøre ikke-kristne tilhængere. En andet eksempel kan være brugen af udtrykket "internationale bankfolk" for at signalere til racister, at en kandidat er antisemitisk uden at fremmedgøre ikke-racistiske tilhængere.
Flere har påpeget, at det er svært at afgøre, om påståede dog whistles faktisk er ment som dog whistles. Således går denne kritik på, at begrebet dog whistle tillader, at udefrakommende kan overanalysere politisk tale og påstå, at nogen siger noget, som ikke er forendeligt med det faktiske bogstavelige indhold af det taleren siger. Omvendt argumenterer andre for, at netop dette medvirker til at give afsenderen dét, som betegnes, "plausibel benægtelse", der er en af nøgleegenskaberne ved dog whistle og har været medvirkende til dets udbredelse.